# Wolfgang Neuss

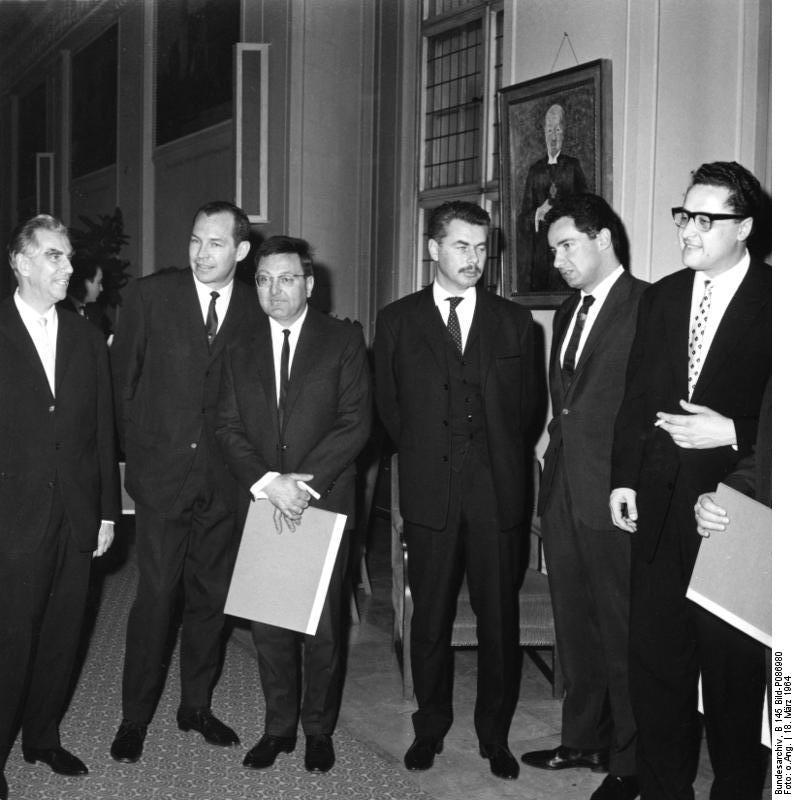
Wolfgang Neuss (3 por la izq.) en los Berliner Kunstpreis de 1964

Wolfgang Neuss (3 de diciembre de 1923 - 5 de mayo de 1989) fue un actor y artista de cabaret de nacionalidad alemana.

## Biografía

### Inicios
Su nombre completo era Hans Wolfgang Otto Neussß, y nació en Breslavia, Alemania, siendo sus padres Otto y Elisabeth Gebauer. Tenía una hermana, Eva. Tras la escuela primaria, se preparó para trabajar como carnicero, pero a los quince años de edad viajó a Berlín para actuar como payaso. Ese viaje lo terminó detenido en el Cuartel de Policía de Alexanderplatz.
Durante la Segunda Guerra Mundial primero trabajó en la construcción de carreteras para el Reichsarbeitsdienst, y a partir de 1941 fue soldado en el Frente Oriental. Fue herido varias veces y recibió la Cruz de Hierro. Según el mismo explicó, se retiró de la lucha como servidor de ametralladoras al automutilarse un dedo. Sin embargo, según otras fuentes la historia era falsa, y realmente habría perdido un dedo por una infección.
Poco antes del final de la guerra escapó del combate en Prusia Oriental en un buque hospital que le llevó a Dinamarca, pasando un tiempo de la posguerra en un campo de internamiento en Flensburgo.
Durante su estancia en el hospital y en el campamento empezó a organizar coloridas veladas en las que actuaba como humorista, talento del cual hizo su profesión convirtiéndose en artista de cabaret. Tras sus primeras actuaciones (con los nombres de „Hansi Neuss“ o „Peter Pips“), a finales de los años 1940 llegó su primer compromiso, de nueve semanas, como maestro de ceremonias en el Hansa-Theater de Hamburgo, donde ya utilizó el nombre artístico Wolfgang Neuss.

### Los dos Wolfgangs
En 1949 conoció a Wolfgang Müller, con el que tuvo una gran relación. Ambos formaron un dúo, „Die zwei Wolfgangs“ (Los dos Wolfgangs). En 1950 fueron a Berlín Oeste, donde trabajaron en el cabaret Die Bonbonniere. Ese mismo año Neuss recibió su primer papel cinematográfico, en el film Der Mann, der sich selber sucht (dirigido por Géza von Cziffra), además de escribir y actuar en teatro y dirigir cabaret.
Neuss también mantuvo una relación cercana con colegas del mundo del cabaret como Eckart Hachfeld, Ursula Herking, Thierry, Dieter Hildebrandt y Wolfgang Gruner, y en 1952 trabajó en dos programas del cabaret Die Stachelschweine.
Neuss y Müller actuaron en 1955 con papeles de reparto en el musical Kiss Me, Kate, bajo la dirección de Leonard Steckel, haciendo inmediatamente una parodia del musical titulada Schieß mich Tell. A partir de entonces recibieron múltiples ofertas para trabajar en el cine, y fueron también conocidos como cantantes de schlager, con canciones como Schlag nach bei Shakespeare o Ach, das könnte schön sein ….
Un fatal accidente llevó a la exitosa pareja a un repentino final: Wolfgang Müller falleció en 1960 durante el rodaje de Das Spukschloß im Spessart a causa de un accidente aéreo ocurrido en Suiza. Wolfgang Neuss no continuó la filmación de la película.

### Trabajo en solitario
En 1962 Neuss se casó con la sueca Margareta Henriksson, a la que conocía desde 1958. Se divorciaron en 1967, pero tuvieron una hija, Harriet (llamada Jette) Wixell.
A mediados de la década de 1960, Neuss era considerado uno de los mejores artistas de cabaret de Alemania. Eckart Hachfeld, Hans Magnus Enzensberger, Thierry, Jens Gerlach y Horst Tomayer escribieron textos para sus espectáculos. Helene Weigel le dio un abono vitalicio en el Berliner Ensemble. Actuó con regularidad en el Restaurante Domizil, siendo conocido como el Mann mit der Pauke (Hombre de los timbales), obteniendo una gran audiencia con sus shows. 
Neuss presentó al berlinés del este Wolf Biermann como cantautor en un programa conjunto con Alemania Occidental, cooperando con él en su primera grabación. Tras una actuación con Biermann en Fráncfort del Meno, Neuss, que también colaboró con colegas del Este como Gisela May y Käthe Reichel, recibió la prohibición de entrar en la República Democrática de Alemania.
En 1965 Berlín Oeste recolectó dinero para la Guerra de Vietnam, a fin de adquirir fármacos y otros productos para regalar a las viudas de los soldados estadounidenses. Neuss protestó contra todo ello en la revista satírica Neuss Deutschland, a lo cual los editores de periódicos respondieron boicoteando los anuncios de su show de cabaret.

### Carrera como actor
Neuss tuvo un intenso trabajo cinematográfico en el año 1955, actuando en diez filmes. En total, entre 1950 y 1966 actuó en 55 producciones, rodando su última película en 1984, Is was, Kanzler?, a partir de un guion de Gerhard Schmidt y Jochen Busse.
También fue actor teatral, encarnando por ejemplo a Tersites en la pieza de William Shakespeare Troilo y Crésida. Otras obras en las que participó fueron La ópera de los tres centavos (de Bertolt Brecht), Toller (de Tankred Dorst), y Rotmord (de Peter Zadek), pieza adaptada a la televisión en 1969.
Fue presentador de la pieza Viet Nam Diskurs, de Peter Weiss, representada en el Teatro de Cámara de Múnich, y mediante la cual solicitó donaciones para el Viet Cong. Esta acción fue prohibida por el director Peter Stein, y la obra no tuvo continuidad.

### Neuss y el movimiento estudiantil

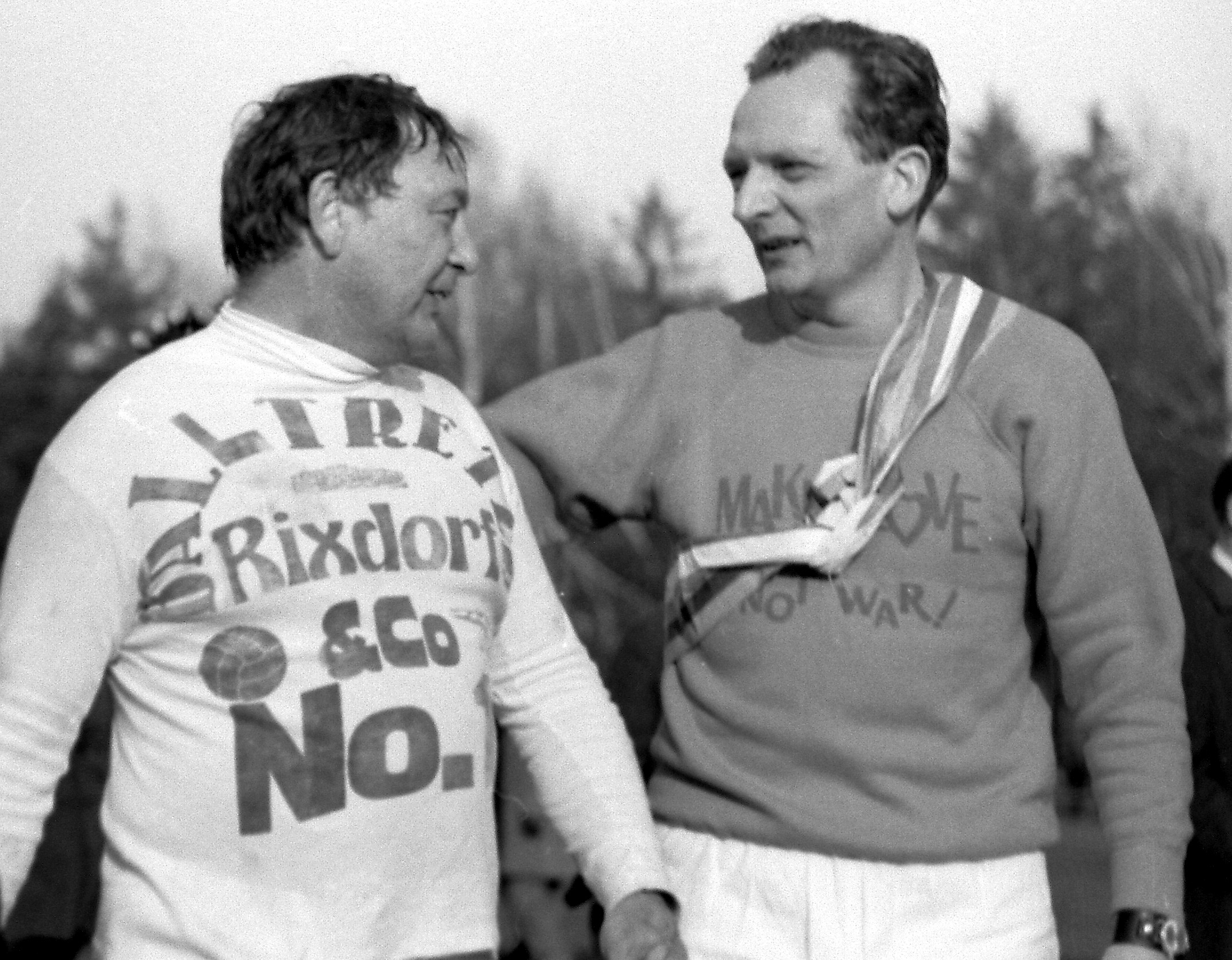
Neuss (izq.) y Kurt Weidemann en un partido de fútbol en Stuttgart, probablemente en 1968

En 1967, junto a Franz Josef Degenhardt, Hanns Dieter Hüsch y Dieter Süverkrüp, produjo el cuarteto Quartett ’67, con una grabación de textos y canciones políticas. Solo hubo una grabación, efectuada por la Saarländischer Rundfunk. Se publicó un libro en 1968, con numerosas ediciones hasta 1980 que contribuyeron a la fama de los artistas participantes.
Desde el punto de vista político, Neuss formó parte del Partido Socialdemócrata de Alemania, que lo excluyó en febrero de 1966 por participar en las votaciones del partido Deutsche Friedens-Union. Medio año después el partido lo readmitió, pero finalmente en 1968 Neuss presentó su renuncia. Aun así, en 1971 volvió a hacer campaña a favor del SPD.
En el año 1972 se supo que Neuss era consumidor de hachís. Una parte del público alemán se hizo contrario a su figura. Tras una controversia con Willy Brandt se fue a vivir un tiempo a Suecia, de donde retornó a las pocas semanas. Tras una gira por Alemania con su programa Neuss Testament, finalmente volvió a Berlín Oeste. Allí se sumó a la oposición parlamentaria y participó en manifestaciones, sentadas y otras acciones de carácter político. Entre 1967 y 1969 fue activo con el Republikanischer Club en Berlín Oeste. 

### Retirada
A finales de los años 1960, la racha de éxitos de Neuss fue llegando progresivamente a término. En 1969 se despidió del escenario y de la televisión y fue durante un tiempo a Chile. Aparte de la película Chapeau Claque (1974), y de una actuación como „Hombre de los Timbales“ en el programa Stachelschweine en noviembre de 1973, nada se supo de él en la década de 1970. En 1976 la prensa informó que Neuss había recibido asistencia social, y en 1979 se supo que fue condenado a ocho meses de prisión por posesión de hachís y LSD.

### Vuelta
A principios de los años 1980 Neuss regresó a la escena y a la televisión. Escribió columnas para Die tageszeitung y Stern y publicó discos y cintas de casete. Una larga entrevista con Werner Pieper en la revista Humus (número 3 de 1979) fue preludio de numerosas intervenciones radiotelevisivas, las cuales Wolfgang Neuss convirtió en actuaciones de cabaret.
Un momento destacado de esos años fue el programa Leute de 5 de diciembre de 1983, que según Stern fue el „Show del año“
Por su programa de cabaret Neuss vom Tage, emitido por Westdeutscher Rundfunk Köln, recibió el Deutscher Kleinkunstpreis en el año 1983, entregando el galardón su amigo Hanns Dieter Hüsch.

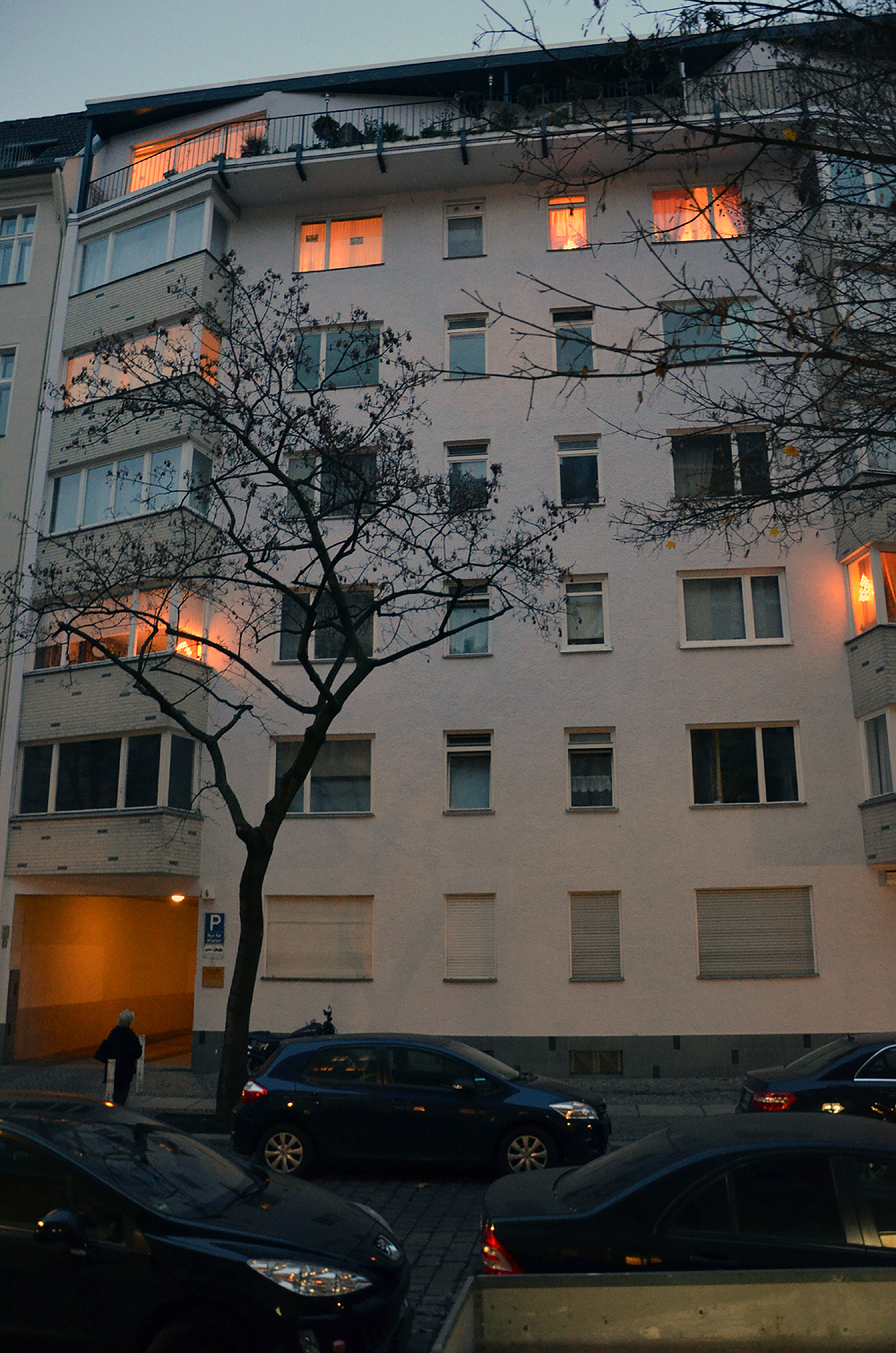
Berlin-Charlottenburg, Lohmeyerstraße 6, 2º piso. Último apartamento de Wolfgang Neuss.

Durante una redada en marzo de 1984, la policía encontró hachís y LSD en poder de Neuss, siendo condenado el artista a un año de prisión
En los años 1980, estando ya Neuss gravemente enfermo, tuvo diferentes apariciones televisivas en el programa político ZAK.
Wolfgang Neuss falleció en Berlín el 5 de mayo de 1989, a causa de un cáncer. A petición suya fue enterrado junto a su compañero Wolfgang Müller en el Cementerio Waldfriedhof Zehlendorf.

## Filmografía (selección)
- 1950 : Wer fuhr den grauen Ford?
- 1952 : Pension Schöller
- 1952 : Die Spur führt nach Berlin
- 1953 : Der Onkel aus Amerika
- 1953 : Keine Angst vor großen Tieren
- 1954 : Auf der Reeperbahn nachts um halb eins
- 1954 : Die schöne Müllerin
- 1954 : Die goldene Pest
- 1955 : Banditen der Autobahn
- 1955 : Die Drei von der Tankstelle
- 1955 : Urlaub auf Ehrenwort
- 1955 : Himmel ohne Sterne
- 1955 : Mein Leopold
- 1955 : Oberwachtmeister Borck
- 1955 : Der fröhliche Wanderer
- 1955 : Die heilige Lüge
- 1955 : Ich war ein häßliches Mädchen
- 1955 : El general del diablo
- 1956 : Ein Mann muß nicht immer schön sein
- 1956 : Charleys Tante
- 1956 : Ohne Dich wird es Nacht
- 1956 : Mädchen mit schwachem Gedächtnis
- 1956 : El capitán de Köpenick
- 1957 : Ferien auf Immenhof
- 1957 : Frühling in Berlin
- 1957 : Der müde Theodor
- 1958 : Wir Wunderkinder
- 1958 : Der Maulkorb
- 1958 : Der Stern von Santa Clara
- 1958 : Das Wirtshaus im Spessart
- 1958 : Nick Knattertons Abenteuer
- 1958 : Schwarzwälder Kirsch
- 1958 : Die grünen Teufel von Monte Cassino
- 1959 : Rosen für den Staatsanwalt
- 1959 : Die Nacht vor der Premiere
- 1959 : Hier bin ich – hier bleib ich
- 1959 : Liebe verboten – Heiraten erlaubt
- 1960 : Als geheilt entlassen
- 1960 : Wir Kellerkinder
- 1961 : Der Traum von Lieschen Müller
- 1961 : Immer Ärger mit dem Bett
- 1961 : Gestatten, mein Name ist Cox (serie TV)
- 1961 : Macky Pancake (miniserie TV, 3 episodios)
- 1962 : Genosse Münchhausen
- 1963 : Die endlose Nacht
- 1964 : Die Tote von Beverly Hills
- 1965 : Serenade für zwei Spione
- 1966 : Der schwarze Freitag  (TV)
- 1966 : Katz und Maus
- 1969 : Rotmord (TV)
- 1974 : Chapeau Claque
- 1984 : Is was, Kanzler?

## Filmes sobre  Wolfgang Neuss
- 1993 : „Wolfgang Neuss: Ekstase und Melancholie“, de Jürgen Miermeister, ZDF
- 1993 : „Narrkose – Von und mit Wolfgang Neuss“, de Rüdiger Daniel y Uschi Sixt-Roessler, Westdeutscher Rundfunk Köln
- 1998 : „Der Mann mit der Pauke: Wolfgang Neuss“, de Jürgen Miermeister, ZDF
- 2006 : „Neuss Deutschland: Querulant der Republik“, de Julia Oelkers y Peter Scholl, Rundfunk Berlin-Brandenburg
- 2009 : „Das Neuss Testament“, de Rüdiger Daniel

## Cabaret
- Finales de los años 1940 : Lachkalorien
- 1951 : Der Mann mit der Pauke
- 1959 : Wer nicht hören will muss fernsehen…
- 1963 :Das jüngste Gerücht
- 1965 : Neuss Testament
- 1967 : Asyl im Domizil
- 1968 : Marxmenschen
- Mediados de los años 1980 en Westdeutscher Rundfunk Köln : Neuss vom Tage

## Escritos
- Wir Kellerkinder und zwei weitere Filmsatiren. Editorial Lama, Múnich 1961 y Syndikat Verlag, Fráncfort del Meno 1983, ISBN 3-434-46015-2
- Vorwort zu Tüte Hagedorn: Kein schöner Land. Präsentverlag Peter, Gütersloh 1965
- Wie mir warm wurde, en: 34 x erste Liebe. Dokumentarische Geschichten. Hrsg. v. Robert Neumann. Bärmeier & Nikel, Fráncfort del Meno 1966, Pág. 312–317
- Das jüngste Gerücht. Satiren über Trivialpolitik. Con 20 ilustraciones de Oswin (Oswald Meichsner). Rowohlt Taschenbuch Verlag, Reinbek 1965
- Neuss Testament, eine satirische Zeitbombe von Wolfgang Neuss nach Texten von François Villon. Con contribuciones de Horst Tomayer, Thierry, Jens Gerlach, Gerd Delaveaux. Con 26 xilografías de Uwe Witt. Rowohlt Taschenbuch Verlag, Reinbek 1966; dass. hrsg. u. dokumentiert v. Volker Kühn. Syndikat-Verlag, Fráncfort del Meno, 1985, ISBN 3-434-46055-1
- Jacques Hartz (Hrsg.): Sehnsucht nach Berlin. Libro ilustrado con introducción de Marianne Eichholz y contribuciones de Wolfgang Neuss y Wolf Biermann. Marion von Schröder, Hamburgo 1966
- Asyl im Domizil. Bunter Abend für Revolutionäre. En colaboración con Thierry y Hans Magnus Enzensberger. Con 20 ilustraciones de Karl Staudinger. Rowohlt Taschenbuch Verlag, Reinbek 1968
- Franz Josef Degenhardt, Wolfgang Neuss, Hanns Dieter Hüsch, Dieter Süverkrüp: Da habt ihr es! Stücke und Lieder für ein deutsches Quartett. Con 19 ilustraciones de Eduard Prüssen. Hoffmann & Campe, Hamburgo 1968; Rowohlt Taschenbuch Verlag, Reinbek 1970, ISBN 3-499-11260-4
- Das Wolfgang Neuss Buch. Colección de sátiras documentadas y comentadas por Volker Kühn. Satire Verlag, Colonia 1981, ISBN 3-88268-014-8
- Neuss’ Zeitalter. Hrsg. v. Werner Pieper. Grüne Kraft, Löhrbach 1982 (Der grüne Zweig 87), ISBN 978-3-922708-87-2
- ohne drogen nichts zu machen. fünf gedichte für fünf mark. Berlín, Stechapfel 1983, ISBN 3-923159-03-X
- Tunix ist besser als arbeitslos. Rowohlt Taschenbuch Verlag, Reinbek 1985, ISBN 3-499-15556-7
- Der gesunde Menschenverstand ist reines Gift. Paukenschläge von Wolfgang Neuss. Hrsg. v. Mathias Bröckers. Heyne, Múnich 1985, ISBN 3-453-35054-5
- Volker Kühn (Hrsg.): Der totale Neuss. Rogner y Bernhard, Frankfurt a. M. 1997, ISBN 3-8077-0318-7

## Discografía
- 1957 : Ach, das könnte schön sein / Schlag nach bei Shakespeare. Wolfgang Neuss y Wolfgang Müller. Single, Heliodor
- 1957 : Wir Wunderkinder. Wolfgang Neuss y Wolfgang Müller cantan 4 temas de la película del mismo título. Extended Play, Heliodor
- 1958 : Die Dreigroschenoper, con Lotte Lenya, Wolfgang Neuss, Willy Trenk-Trebitsch, Erich Schellow, Johanna von Koczian, Wolfgang Gruner, Orchester Freies Berlin (Wilhelm Brückner-Rüggeberg), LP, CBS
- 1964 : Das jüngste Gerücht. De y con Wolfgang Neuss. Grabación en directo, Domizil, Haus am Lützowplatz, Berlín. LP, Fontana
- 1965 : Neuss Testament. Die Villon Show. Con Wolfgang Neuss y Fatty George. LP, Fontana; OE: Preiser-Records
- 1965 : Wolf Biermann (Ost) zu Gast bei Wolfgang Neuss (West). En vivo Gesellschaftshaus am Zoo, Fráncfort del Meno, LP, Philips
- 1967 : Asyl im Domizil. Bunter Abend für Revolutionäre. LP, Fontana
- 1968 : Marxmenschen. Von und mit Wolfgang Neuss. LP, Bellaphon
- 1968 : Neuss spricht Bild. Tribunal-EP TTT1
- 1971 : Das Beste von Wolfgang Neuss. Con Fatty George. LP, Philips
- 1982 : Verstehste? Üben, üben, üben! 60 Minuten Rauschmodulation mit Wolfgang Neuss. Musikkassette (1983), Stechapfel-Verlag
- 1983 : Ich hab noch einen Kiffer in Berlin, Thomas Hammer. Musikkassette, Stechapfel-Verlag
- 1984 : Neuss vom Tage. LP, Hei Fidelio Record
- 1987 : Heissa Neuss. „Der totale Wolfgang.“ LP, Konnex Records
- 1995 : Ich hab noch einen Kiffer in Berlin. CD, Conträr Musik
- 1996 : Quartett '67. Live in Saarbrücken. 2 CD, Conträr Musik
- 1997 : Neuss Testament. Die Villon Show. CD, Conträr Musik
- 1997 : Live im Domizil, Conträr Musik, 2 CD, ISBN 3-932219-07-4
- 1998 : Ach, das könnte schön sein… CD, Conträr Musik, ISBN 3-932219-08-2
- 2001 : Neuss Attacks – Ick sitze hier und denke, sind die blöde. CD, Conträr Musik, ISBN 3-932219-31-7
- 2003 : Kabarettgeschichte(n) Wolfgang Neuss: ein Porträt, de Karin Köbernick. Fráncfort del Meno, Hessischer Rundfunk, CD (2003), ISBN 3-89844-232-2
- 2003 : Neuss Deutschland. 2 CD, Edel Classics
- 2003 : NEUSS TOTAL. Der Mann mit der Pauke 2 CD, Bear-Family, ISBN 978-3-89916-014-7
- 2004 : Zweimal Neuss von gestern. Con Wolfgang Gruner, Katrin Schaake, Heinz Holl y Johannes Rediske-Quartett. 2 CD, Bear Family, ISBN 978-3-89795-907-1
- 2004 : Die Mauer – Die größte Wandzeitung der Welt. Ein Hörbuch – Wolfgang Neuss liest Graffitisprüche von der Berliner Mauer, de Ronald Steckel. CD, Werner Pieper's Grüne Kraft, ISBN 978-3-922708-61-2
- 2004 : Neues von Neuss. Der letzte Auftritt… live in der ufaFabrik Berlin. DVD-Video, ufaFabrik